# Equips de la temporada 1990/91 de la Primera Divisió Espanyola
A la temporada 1990/91 de la primera divisió espanyola hi van participar 20 equips. El campió va ser el FC Barcelona, per davant de l'Atlètic de Madrid, Reial Madrid i CA Osasuna. Per contra, van perdre la categoria el CE Castelló i el Reial Betis.
Els jugadors que hi van participar en cada equip van ser els següents, ordenats per nombre de partits disputats.

## FC Barcelona
| - Zubizarreta 38 - Goikoetxea 37 - 3 gols - Nando 34 - Amor 34 - 4 gols - Bakero 34 - 13 gols - Serna 33 - Begiristain 33 - 6 gols - Julio Salinas 33 - 11 gols - Eusebio 32 - 2 gols - Laudrup 30 - 8 gols - Ferrer 26 - Miquel Soler 26 - 1 gol | - Stòitxkov 24 - 14 gols - Koeman 21 - 6 gols - Alexanko 20 - 2 gols - López Rekarte 13 - Pinilla 7 - 1 gol - Urbano 7 - Guardiola 4 - Julio Alberto 3 - Herrera 1 - Maqueda 1 - Busquets 0 |

Entrenador: Johann Cruyff 32, Carles Rexach Cerdà 6

## Atlètic de Madrid
| - Manolo 37 - 16 gols - Juanito 36 - 5 gols - Solozábal 36 - 2 gols - Vizcaíno 34 - 3 gols - Abel 33 - Alfredo 33 - 3 gols - Tomás 33 - 1 gol - Schuster 29 - 4 gols - Futre 26 - 3 gols - Rodax 26 - 9 gols - Donato 25 - Juan Carlos 24 | - Ferreira 21 - 2 gols - Sabas 20 - 3 gols - Pedro 18 - Pizo Gómez 15 - Julio Prieto 12 - Toni 11 - Mejías 5 - Aguilera 4 - Baltazar 3 - Alfaro 2 - Orejuela 2 - López 1 |

Entrenador: Iselín Santos Ovejero 1, Tomislav Ivic 37

## Reial Madrid
| - Míchel 36 - 8 gols - Chendo 36 - Villarroya 36 - Butragueño 35 - 19 gols - Hierro 35 - 7 gols - Buyo 31 - Sanchís 31 - 2 gols - Aldana 31 - 1 gol - Hagi 29 - 4 gols - Solana 26 - Maqueda 24 - 1 gol - Tendillo 24 - 2 gols - Spasic 22 | - Hugo Sánchez 19 - 12 gols - Aragón 17 - 1 gol - Gordillo 12 - 2 gols - Losada 12 - 2 gols - Alfonso 9 - Jaro 8 - Milla 6 - Llorente 6 - Esnáider 2 - Parra 2 - Torres Mestre 2 - Urzaiz 0 - Lopetegi 0 |

Entrenador: John Benjamin Toshack 11, Alfredo Di Stéfano 15, Radomir Antić 12

## CA Osasuna
| - Bustingorri 38 - 2 gols - Martín González 37 - Ziganda 37 - 11 gols - Martín Domínguez 37 - 2 gols - Roberto 36 - Ibáñez 36 - 1 gol - Cholo 35 - 7 gols - Pepín 35 - Urban 34 - 13 gols - Castañeda 34 | - I. Larrainzar 31 - 2 gols - Merino 27 - Sola 25 - 3 gols - De Luis 20 - Txomin Larrainzar 14 - 1 gol - Unanua 3 - Camilo 3 - José Mari 1 - Pascual 2 - Edu García 0 |

Entrenador: Pedro María Zabalza Inda 38

## Sporting de Gijón
| - Abelardo 38 - 1 gol - Jiménez Abalo 35 - 1 gol - Luis Enrique 35 - 14 gols - Justes 34 - 1 gol - Joaquín 32 - Ablanedo II 32 - Manjarín 31 - 5 gols - Luhovy 31 - 16 gols - Óscar 29 - 3 gols - Arturo 27 - 2 gols - Iordanov 26 - 1 gol - Nilsson 23 | - Luis Sierra 22 - Tati 22 - Juanma 17 - 1 gol - Pablo 16 - Emilio 11 - Narciso 10 - 1 gol - Alcázar 9 - Diego 5 - Ablanedo I 5 - 1 gol - Castaño 1 - Isidro 1 - David 1 |  |

Entrenador: Carlos Manuel García Cuervo 12, Ciriaco Cano González 26

## Real Oviedo
| - Berto 37 - 2 gols - Carlos 36 - 12 gols - Sañudo 36 - Rivas 36 - 1 gol - Jerkan 34 - Gorriaran 34 - Jankovic 33 - 3 gols - Bango 33 - 11 gols - Elcacho 32 - 2 gols - Sarriugarte 29 - 4 gols | - Viti 28 - Gracan 26 - Zúñiga 19 - Julià 18 - Gaspar 17 - Luis Manuel 12 - Paco 12 - Zubeldía 10 - Fermín 7 - 1 gol |

Entrenador: Javier Iruretagoyena Amiano 38

## València CF
| - Eloy 36 - 6 gols - Arias 35 - Giner 33 - 1 gol - Camarasa 32 - 2 gols - Tomás 31 - 2 gols - Otxotorena 30 - Quique 30 - 1 gol - Pènev 30 - 7 gols - Robert 29 - 4 gols - Arroyo 26 - 1 gol | - Toni 26 - 1 gol - Cuxart 26 - 6 gols - Nando 25 - 1 gol - Voro 24 - Fernando 24 - 10 gols - Bossio 23 - Fenoll 13 - 1 gol - Sempere 8 - Torres Orenga 5 - Zurdi 3 |

Entrenador: Víctor Espárrago Videla 38

## Sevilla FC
| - Salguero 38 - 3 gols - Diego 37 - 1 gol - Polster 35 - 13 gols - Vázquez 34 - 3 gols - Carvajal 32 - 2 gols - Unzué 31 - Zamorano 29 - 9 gols - Bengoechea 25 - 4 gols - Jiménez 23 - Rafa Paz 23 - 1 gol - Serrano 21 - 1 gol - Conte 21 - 3 gols - Herrero 21 | - Zúñiga 21 - Andrades 18 - 2 gols - Martagón 17 - 1 gol - De la Fuente 17 - 1 gol - Pascual 16 - Miguelo 10 - Monchi 7 - Prieto 6 - Antoñito 5 - Jaime Ferrer 1 - Choya 0 - Tirado 0 - Rafita 0 |

Entrenador: Vicente Cantatore Socci 38

## Real Valladolid
| - Lozano 38 - Fonseca 37 - 14 gols - Caminero 36 - 1 gol - Moya 35 - 6 gols - Onésimo 31 - 2 gols - Minguela 30 - Lemos 28 - 1 gol - Luis Eduardo 25 - Vílchez 25 - 2 gols - Aiarza 22 - 1 gol - Alberto 22 - 3 gols - Leonel Álvarez 21 - Cesar Gómez 21 | - Patri 16 - Cuca 12 - 4 gols - Damián 10 - 2 gols - Pachi 8 - Fano 7 - Enrique Moreno 4 - Roberto Valverde 4 - Agirretxu 2 - Amavisca 2 - Hidalgo 1 - Mata 1 - Ravnic 0 |

Entrenador: Francisco Maturana García 38

## CD Logronyés
| - Cristóbal 37 - 3 gols - López Pérez 36 - Herrero 36 - 1 gol - Quique Setién 36 - 7 gols - Gilson 34 - 6 gols - Abadia 33 - 2 gols - Moreno 32 - Aguilà 32 - 4 gols - Canales 30 - Martín 29 - Rosagro 25 - 1 gol | - Sarabia 24 - 2 gols - Elgezábal 24 - 1 gol - Salva 22 - López Duque 16 - Nelson Gutiérrez 16 - Lung 9 - Hurtado 9 - Miro 8 - Dulce 3 - Ocio 1 |

Entrenador: David Vidal Tomé 38

## Real Burgos
| - Ayúcar 38 - 6 gols - Balint 37 - 10 gols - Villena 36 - Edu 36 - 1 gol - Juric 35 - 7 gols - Elduayen 35 - Barbaric 34 - 2 gols - Ribera 34 - 1 gol - Agirre 33 - 1 gol - Alejandro 33 - 2 gols - Txelis 29 | - Manolo Peña 23 - Tocornal 20 - Argiñano 20 - Tamayo 18 - 1 gol - Lito 14 - 1 gol - Bastón 4 - Villarroya 4 - Portela 3 - Sarabia 3 - Francis 1 - Pacheta 0 |

Entrenador: José Manuel Díaz Novoa 38

## Athletic de Bilbao
| - Iru 37 - Valverde 36 - 14 gols - Alkorta 35 - Patxi Salinas 34 - Loren 32 - 4 gols - Billabona 30 - 1 gol - Garitano 30 - 4 gols - Andrinúa 29 - 3 gols - Lakabeg 25 - Luke 24 - 7 gols - Luis Fernando 23 - 1 gol - Mendiguren 22 - 1 gol - Rípodas 22 - 1 gol | - Urrutia 21 - 2 gols - Eskurza 20 - 2 gols - Larrazábal 18 - Gallego 14 - Estíbariz 10 - Iturrino 8 - 1 gol - Urtubi 7 - Uribarrena 6 - Tabuenka 4 - Merino 1 - Kike 1 - Cuéllar 1 |

Entrenador: Javier Clemente Lázaro 26, Iñaki Sáez 12

## Reial Societat
| - Larrañaga 38 - Gorriz 37 - González 37 - Richardson 37 - Gajate 36 - Aldridge 35 - 17 gols - Fuentes 33 - Lasa 32 - 2 gols - Atkinson 29 - 12 gols - Bengoetxea 24 - Mentxaka 22 - Carlos Martínez 19 - 1 gol | - Uria 19 - 3 gols - Agirre 19 - 1 gol - Lumbreras 18 - Luis Pérez 12 - Loinaz 7 - 1 gol - Dadíe 6 - Roteta 3 - Guruzeta 3 - Imanol 1 - Vergara 1 - Iñaki Alonso 1 - Santi Martín 1 |

Entrenador: Marco Antonio Boronat Gimeno 18, Javier Expósito Urdampilleta 20

## CD Tenerife
| - Toño 37 - 3 gols - Revert 37 - Quique Estebaranz 34 - 5 gols - Rommel Fernández 31 - 13 gols - Felipe 31 - 5 gols - Manolo 29 - Manolo Hierro 29 - 2 gols - Torrecilla 28 - 2 gols - Francis 28 - 3 gols - Toni 25 - Llorente 25 - Redondo 23 - 1 gol | - Eduardo Ramos 21 - 1 gol - Pier 16 - 1 gol - Martino 15 - 1 gol - Isidro 14 - Sabou 14 - Agustín 10 - Medina 10 - Paqui 8 - Salmerón 8 - Luis Delgado 6 - Bernal 5 - Marsol Arias 3 |

Entrenador: Xabier Azkargorta Uriarte 17, Jorge Raúl Solari 21

## RCD Mallorca
| - Nadal 38 - 5 gols - Sala 36 - Claudio 35 - 8 gols - Fradera 35 - Parra 33 - Badou 32 - Pedraza 30 - 1 gol - Nader 30 - 5 gols - Vulic 28 - 3 gols - Calderón 26 - Serer 22 | - Marcos 22 - 3 gols - Armando 22 - Vidal 18 - Guillermo 18 - 4 gols - Marina 14 - 2 gols - Álvaro 13 - Del Campo 9 - 1 gol - Soler 7 - Sergio Garcia 7 - Covelo 7 - Dimitrov 1 |

Entrenador: Llorenç Serra Ferrer 38

## RCD Espanyol
| - Biurrun 38 - Gay 36 - 5 gols - Sergio Morgado 35 - Mino 35 - 1 gol - Albesa 32 - 1 gol - Mendiondo 30 - 3 gols - Ogris 29 - 4 gols - Eloy 28 - Escaich 26 - 5 gols - Wuttke 26 - 9 gols - Sirakov 24 - 3 gols - Francisco 23 - 2 gols - Ezequiel Castillo 22 - 1 gol | - Mágico Díaz 19 - 2 gols - Gabino 17 - 2 gols - Maestre 16 - Zubillaga 14 - Orejuela 12 - Ángel Luis 9 - Àlex Garcia 6 - 1 gol - Luis Martín 6 - Núñez 4 - Echevarría 0 - N'Kono 0 - Meléndez 0 |

Entrenador: Luis Aragonés Suárez 38

## Reial Saragossa
| - Pardeza 37 - 13 gols - Higuera 37 - 5 gols - Pablo 36 - 1 gol - Esteban 33 - Lizarralde 32 - Pascual Sanz 31 - 1 gol - Poyet 31 - 7 gols - Cedrún 30 - Aguado 30 - Mateut 29 - 7 gols - Julià 25 - 1 gol - Belsué 24 - 1 gol - Villanova 18 | - Glaría 16 - Peña 15 - Fraile 13 - Salva 11 - Salillas 9 - Chilavert 8 - García Sanjuán 7 - Víctor Muñoz 4 - Edison Suárez 3 - Borao 2 - Cornago 1 - Mario 0 |

Entrenador: Ildo Maneiro 24, Víctor Fernández Braulio 14

## Cadis CF
| - Carmelo 38 - Cortijo 38 - Barla 37 - Oliva 36 - 1 gol - José 30 - 7 gols - Bernardo 27 - Husillos 26 - 3 gols - Bermell 22 - Dertycia 21 - 6 gols - Juan José 20 - Vázquez 20 - 1 gol - Mejías 20 - 5 gols - Quevedo 20 - 2 gols | - Poli 19 - 1 gol - Linares 19 - Szendrei 17 - Marcelo 14 - 2 gols - Raúl 13 - Fernández 12 - Manolito 10 - Romo 9 - Kiko 6 - 1 gol - Aragón 5 - Mágico González 5 - Sánchez Pose 1 - Javi 1 |

Entrenador: Héctor Rodolfo Veira 29, Buenaventura i Blanco 9

## CE Castelló
| - Emili Iserte 38 - Javi 37 - 2 gols - Raül 36 - 6 gols - Ibeas 34 - Morón 34 - 1 gol - Monfort 33 - Fernández 33 - Manchado 33 - Alcañiz 32 - 11 gols - Benito 30 - 1 gol - Peletti 25 - Arozarena 20 - 1 gol - Ugbade 17 - 2 gols | - Dobrowolski 14 - 3 gols - Moisés 14 - Víctor Salvador 13 - Ximet 12 - Mauricio 9 - Matejic 6 - José Hurtado 5 - Barnjak 3 - Octavio 3 - Simón 3 - Cruceta 2 - Salva Terra 2 - Martínez Puig 0 |

Entrenador: Luiche 31, Heredia 1, Lucien Muller Schmidt 6

## Real Betis
| - Chano 37 - 4 gols - Mel 31 - 14 gols - Ureña 29 - 2 gols - Valentín 29 - 2 gols - Vinyals 27 - Trujillo 26 - Julio 26 - 1 gol - Miguel Ángel 24 - Loreto 23 - 2 gols - Bilek 22 - 1 gol - Ivanov 20 - 5 gols - Recha 20 - Dapena 19 - León 18 - Antonio Fernando 17 - 1 gol | - Merino 17 - 1 gol - Monsalvete 14 - Fernández 13 - Puma Rodríguez 13 - 2 gols - Cuéllar 12 - Miguel Ángel II 12 - Rubén Bilbao 12 - Zafra 9 - Perdomo 6 - 1 gol - Gail 5 - Bravo 2 - Noria 1 - Pino 1 - Reyes 0 |

Entrenador: Julio Cardeñosa Rodríguez 7, José Luis Romero Robledo 18, José Ramón Esnaola Laburu 13